# Marvin Arnesen
Marvin Ivar Arnesen (Bergsøya, 6 marzo 1963 – 19 novembre 2023) è stato un calciatore norvegese, di ruolo centrocampista.

## Carriera

### Club
Arnesen passò al Molde nel 1985, proveniente dal Bergsøy. Esordì nella 1. divisjon in data 8 maggio, quando fu titolare nel pareggio a reti inviolate contro l'Eik-Tønsberg. Nel 1988 passò al Vålerengen, per cui debuttò il 1º maggio, nella vittoria per 1-2 sul campo del Brann. Nel 1991 si trasferì allo HamKam.